# Radulphius camacan
Radulphius camacan är en spindelart som beskrevs av Alexandre B. Bonaldo 1994. Radulphius camacan ingår i släktet Radulphius och familjen sporrspindlar. Inga underarter finns listade i Catalogue of Life.